# Themistoclesia costaricensis
Themistoclesia costaricensis är en ljungväxtart som beskrevs av J.L. Luteyn och R.L. Wilbur. Themistoclesia costaricensis ingår i släktet Themistoclesia och familjen ljungväxter. Inga underarter finns listade i Catalogue of Life.